# Biblioteca Provincial de Málaga
La Biblioteca Pública del Estado-Biblioteca Provincial de Málaga (BPE-BP de Málaga), es una institución cuya titularidad corresponde al Ministerio de Cultura y está gestionada por la Junta de Andalucía desde 1984.

## Historia
Fue fundada en 1835 para recibir fondos de algunos conventos afectados por la desamortización. Tuvo varias sedes en diversos puntos de la ciudad de Málaga, hasta que, en 1956, se inaugura la Casa de la Cultura, donde, junto con el Archivo Histórico Provincial, se depositan sus 8.000 volúmenes. Pero este edificio sería demolido en 1994 para recuperar el teatro romano descubierto bajo sus cimientos y la biblioteca fue trasladada a una sede provisional en la Avenida de Europa, en el distrito Carretera de Cádiz.

### Emplazamiento definitivo
La sede definitiva de la Biblioteca de Málaga ha sido proyectada en el Convento de San Agustín del centro histórico una vez se realicen las obras de rehabilitación. Las primeras catas arqueológicas se realizaron en verano de 2017 y pusieron de manifiesto que se necesitarían varias catas más, terminando durante el segundo trimestre de 2018. Las obras de restauración como tal se retrasarían hasta 2019 y la inauguración final a 2021.
En noviembre de 2019, el ministro de Cultura, José Guirao, anunció que el proyecto de la biblioteca de San Agustín estaba terminado para el convento de San Agustín del centro histórico.
El proyecto de rehabilitación se puede consultar en la página del Ministerio de Cultura